# Објашњење
Објашњење подразумева низ изјава које помоћу чињеница разјашњавају узроке, контекст и последице датих чињеница.

## Врсте научног објашњења
- Узрочно објашњење утврђује узрок појаве или догађаја.
- Функционалистичко објашњење се односи на утврђивање функције неке појаве у односу на шири систем којем припада. Одређена појава може својим присуством допринети јачању система, његовом слабљењу или може бити неутрална у односу на систем.
- Структурално објашњење се односи на утврђивање места појаве која се испитује у оквиру шире целине, тј. у односу на друге појаве. У духу овог објашњења, понашање појаве зависи од места које она има у оквиру те целине. Појава је, дакле, условљена структуром целине.
- Телеолошко објашњење неке појаве подразумева њено довођење у везу са одређеним циљем или сврхом. Уколико се покаже да међусобне везе постоје, онда се утврђује карактер тих веза, тј. да ли су оне узрочне или неузрочне.